# Energikontor
Energikontor är en organisation som arbetar för att främja energieffektivitet och förnybara energikällor i en kommun, region eller annan geografisk område. Kontoren ägs ofta av lokala eller regionala offentliga aktörer. Inom Europeiska unionen finns energikontor i 24 länder och samverkan sker genom organisationen FEDARENE.
I Sverige finns följande energikontor
- Energikontor Norr
- Energikontoret Jämtland Härjedalen
- Energikontoret Västernorrland
- Ekocenter Region Gävleborg
- Energikontor Dalarna
- Energikontor Värmland
- Energikontoret Region Örebro
- Energikontor Väst
- Energikontoret Östergötland
- Energikontoret Mälardalen
- Energikontor Norra Småland
- Energikontoret Halland
- Energikontor Syd
- Energicentrum Gotland

Energikontor har tidigare även funnits i Stockholm.